# Haverhill (New Hampshire)
Haverhill település az Amerikai Egyesült Államok New Hampshire államában, Grafton megyében, melynek megyeszékhelye is. Lakosainak száma 4585 fő (2020. április 1.).

## Népesség
A település népességének változása:

| 2010 | 4 697 |
| 2020 | 4 585 |